# Colegio de Cordellas

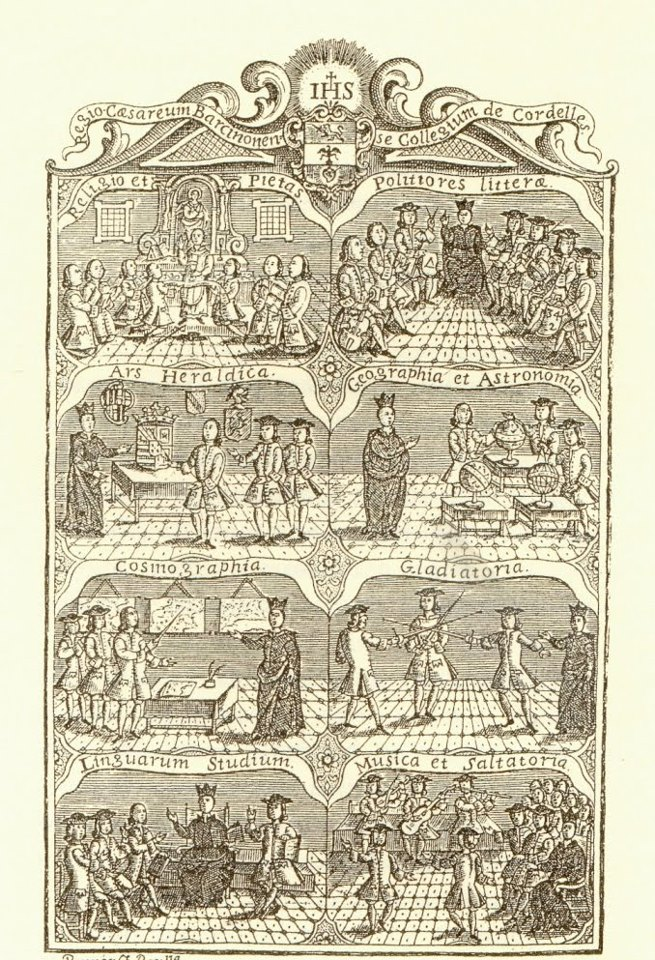
Colegio de Cordellas

El Colegio de Cordellas (en catalán: Col·legi de Cordelles), oficialmente denominado Imperial y Real Seminario de Nobles de Cordellas, fue una institución educativa en Barcelona dirigida por la Compañía de Jesús, hasta su cierre en 1767.
Situado en Las Ramblas de Barcelona, adquirió gran prestigio en la formación de los hijos de los nobles de Cataluña. Por sus aulas pasaron el barón de Maldá -escritor del famoso dietario Calaix de sastre-, su padre Antonio de Amat y su tío Manuel de Amat, que sería Virrey del Perú. Buena parte de los primeros miembros del claustro de la Universidad de Barcelona y después de la de Cervera eran antiguos alumnos del Colegio de Cordellas.

## Inicios
De inspiración renacentista, fue fundado por el notario Juan de Cordellas en 1530 con licencia del papa Clemente VI, permiso confirmado por el emperador Carlos I de España en 1533. El notario traspasó los derechos a su sobrino, el canónigo Jaime de Cordellas, quien compró unos terrenos en la parte alta de Las Ramblas, redactó los estatutos y dotó e hizo comenzar las obras en 1572. Las obras se terminaron con su sobrino y heredero, Alejandro de Cordellas. En 1593 se iniciaron las clases de gramática, retórica, filosofía y teología, limitadas a alumnos de más de doce años de edad pertenecientes a la saga de los Cordellas. La dirección y administración del centro estaban en manos de los mismos alumnos, mientras que la familia Cordellas mantenía el derecho de patronazgo.

## La Compañía de Jesús
Las limitaciones de los propios estatutos del Colegio lo llevaban a la práctica desaparición. Para salvarlo, Alejandro de Cordellas ofreció la dirección a los jesuitas del vecino colegio de Belén, quienes no la aceptarían hasta 1635, aunque la guerra retrasó la dirección efectiva hasta 1662.
Desde ese momento, el Colegio tuvo un crecimiento tan grande que obligó a ampliar el edificio con tres nuevas aulas, y el personal jesuita llegó hasta 17 profesores. Sin restricciones familiares, y vinculado tan solo al estamento noble (colegio de nobles), se daban clases a alumnos externos. Se añadieron los estudios de declamación, danza y esgrima, que fueron impartidas por laicos.
Por herencia de su madre, Isabel de Cordellas y Romanyer, pasó a ejercer el patronazgo don Francisco de Copons y de Cordellas, VII señor de Malmercat, Glorieta y Montesclado, señor de Mura y Castellnou de Bages.
En 1701, durante la guerra de secesión, se produjeron alborotos callejeros en Barcelona provocados por una disputa entre estudiantes de la Universidad de Barcelona (partidarios del candidato austracista Archiduque Carlos) y estudiantes del Colegio de Cordelles (partidarios del candidato borbón, duque de Anjou, futuro rey Felipe V de España). El alboroto callejero entre estudiantes ocasionó el cierre de los dos centros de enseñanza, hasta el fin del curso académico, con la intención de apaciguar los ánimos de los estudiantes.
A partir de 1717 tanto el colegio de Cordellas como el de Belén intentaron suplir a las universidades catalanas disueltas por Felipe V. Durante el siglo XVIII el colegio gozó de gran prestigio, aunque no fue hasta 1761 que el vicerrector obtuvo el título de rector independiente del de Belén.
La cátedra de matemáticas, la primera de Barcelona, fue asumida por Tomàs Cerdà, quien ocuparía más tarde la del colegio imperial de Madrid. Sus discípulos, agrupados en la "Conferencia Physycomatemática Experimental", crearon la Real Academia de Ciencias y Artes de Barcelona.

## Cierre
En el momento de la expulsión de los jesuitas (1767), había 60 alumnos residentes. Se intentó la continuidad del Colegio, pero finalmente se clausuró. Con la expropiación de los bienes de los jesuitas, Carlos III cedió parte del edificio a la Academia de Ciencias y el restó se alquiló como depósito militar y caserna en 1776.
Sin embargo, la titularidad de la propiedad no estaba nada clara. En 1789, Francisco de Copons y de Cordellas consiguió que le fueran respetados los derechos de patronazgo. La ocupación francesa acabó de arruinar el edificio, que fue convertido en viviendas. Vendido en 1807, fue demolido y en su lugar se construyó la actual Real Academia de Ciencias.

## Biblioteca
El CRAI Biblioteca de Reserva de la Universidad de Barcelona conserva algunas obras provenientes los fondos del colegio. Asimismo, ha registrado y descrito ejemplos de sus marcas de propiedad.